# Tetragonula biroi
Tetragonula biroi är en biart som först beskrevs av Heinrich Friese 1898.  Tetragonula biroi ingår i släktet Tetragonula, och familjen långtungebin. Inga underarter finns listade.

## Utseende
Arten påminner mycket om Tetragonula iridipennis, med sin brunsvarta till svarta kropp. Dock har den svarta hår på mellankroppen, inte silvergrå som hos T. iridipennis.

## Ekologi
Släktet Tetragonula tillhör de gaddlösa bina, ett tribus (Meliponini) av sociala bin som saknar fungerande gadd. De har dock kraftiga käkar, och kan bitas ordentligt. Boet skyddas aggressivt av arbetarna.
Arten besöker blommande växter som vinruteväxter likt citrussläktet och Melicope triphylla, sensitiva samt Nypa fruticans, en palm i nipapalmssläktet.

## Utbredning
Tetragonula biroi är en sydöstasiatisk art som påträffats i Filippinerna och på Nya Guinea.